# مرغ کریچ‌ساز نقابدار
مرغ کریچ‌ساز نقابدار (نام علمی: Sericulus aureus) نام یک گونه از سرده گذرسازها است.